# Bitonupa kraepelini
Bitonupa kraepelini är en spindeldjursart som beskrevs av Roewer 1933. Bitonupa kraepelini ingår i släktet Bitonupa och familjen Daesiidae. Inga underarter finns listade.